# 卢克·杰克逊 (1981年)
卢克·莱恩·杰克逊（英語：Luke Ryan Jackson，1981年11月6日—），美国NBA联盟职业篮球运动员。他在2004年的NBA选秀中第1轮第10顺位被克里夫兰骑士选中。